# Eerste zeven oecumenische concilies

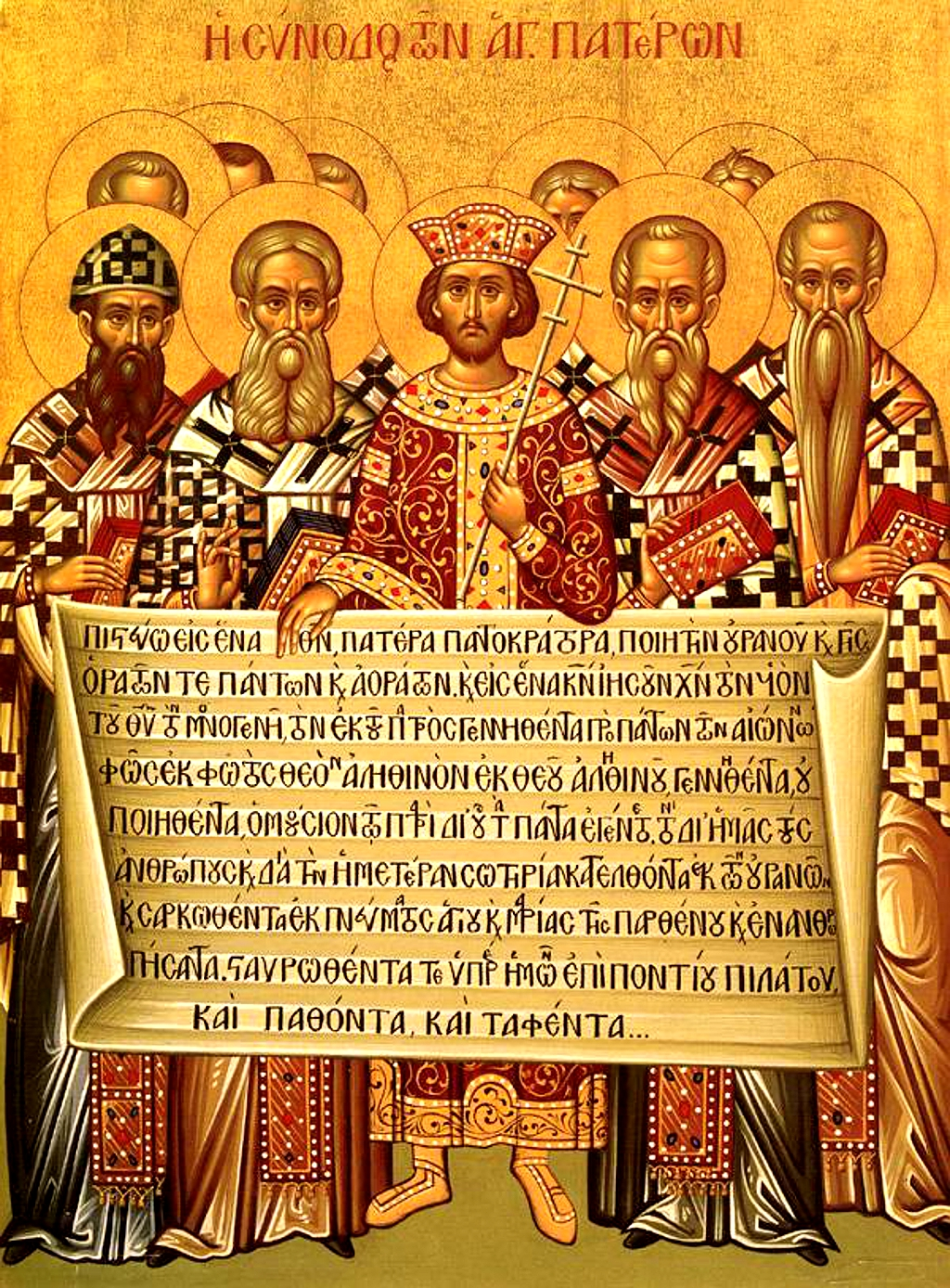
Icoon van keizer Constantijn (midden), vergezeld door de bisschoppen van het Concilie van Nicea (325). Ze houden de Geloofsbelijdenis van Nicea-Constantinopel (381) vast.

De eerste zeven oecumenische concilies zijn in de geschiedenis van het christendom een reeks concilies van 325 tot 787, waarvan de uitkomsten door verreweg de meeste christelijke kerken zijn aanvaard. Het gaat om:
- Eerste Concilie van Nicea in 325
- Eerste Concilie van Constantinopel in 381
- Concilie van Efeze in 431
- Concilie van Chalcedon in 451
- Tweede Concilie van Constantinopel in 553
- Derde Concilie van Constantinopel van 680–681
- Tweede Concilie van Nicea in 787

Deze zeven gebeurtenissen vertegenwoordigden een poging van kerkleiders om te komen tot een orthodoxe consensus, vrede te herstellen en een verenigde christenheid te ontwikkelen. Oosters-orthodoxe christenen, oriëntaals-orthodoxe christenen, de Kerk van het Oosten (nestorianen), anglicanen, oudkatholieken en rooms-katholieken herleiden allemaal de legitimiteit van hun clerus via de apostolische successie terug naar deze periode en daar voorbij, naar de voorafgaande periode die men het vroege christendom noemt.
Dit tijdperk begint in 325 met het Eerste Concilie van Nicea, dat daarom vaak wordt gezien als de afsluiting van de periode van het vroege christendom. Op dit concilie werd de Geloofsbelijdenis van Nicea vastgesteld. Deze is op het Eerste Concilie van Constantinopel in 381 gewijzigd als de Geloofsbelijdenis van Nicea-Constantinopel. Alle latere concilies hebben dit beschouwd als de hoeksteen van de orthodoxie aangaande de leer van de Drie-eenheid.
De Oosters-Orthodoxe Kerken en de Katholieke Kerk aanvaarden al deze zeven concilies als legitieme oecumenische concilies. De oriëntaals-orthodoxe kerken accepteren alleen de eerste drie, terwijl de Kerk van het Oosten alleen de eerste twee erkent. Er was ook nog het Concilie van Trullo of "Quinisextum" (692), een extra concilie tussen het zesde en zevende oecumenische concilie dat regels vaststelde over organisatie, liturgie en de canon van de Bijbel, maar geen uitspraken deed over theologie. Het wordt alleen door de oosters-orthodoxe kerken aanvaard als oecumenisch, maar geen nummer gegeven; het wordt gezien als voortzetting van het zesde concilie. De katholieke Kerk verwerpt het Concilie van Trullo, maar is van mening dat er nog veel andere "oecumenische concilies" zijn geweest (met als voorlopige laatste het Tweede Vaticaans Concilie, 1962–5) na de eerste zeven.